# Tegalarum (Jaken)
Tegalarum is een bestuurslaag in het regentschap Pati van de provincie Midden-Java, Indonesië. Tegalarum telt 2250 inwoners (volkstelling 2010).